# 町田真一
町田 真一（まちだ しんいち、1959年9月4日 - ）は、千葉県出身の俳優。ワンダー・プロダクションに所属していた。

## 出演作品

### テレビドラマ

#### NHK
- 連続テレビ小説
  - ロマンス（1984年）
  - 澪つくし（1985年） - 梶木 ※方言指導も兼任
- 大河ドラマ
  - 大型時代劇 / 宮本武蔵 第26話「女滝男滝」（1984年）
  - 徳川家康（1988年） - 使者
  - 春日局（1989年） - 兵士
  - 秀吉（1996年） - 青山新七

#### 日本テレビ
- 太陽にほえろ! 第592話「空白0.5秒」（1984年）
- 誇りの報酬 第7話「女を追うなら徹底的に」（1985年）
- あぶない刑事 第36話「疑惑」（1987年）
- 火曜サスペンス劇場
  - 嘘を重ねて（1989年）
  - 香子の夢 コンパニオン殺人事件（1989年）
  - 弁護士・朝日岳之助 第3作「殺意の法廷」（1991年） - 刑事
  - 名無しの探偵
    - 第8作「彼女の人生」（1992年）
    - 第9作「ガーベラの女」（1993年） - 大里

  - 松本清張 作家活動40年記念 ドラマスペシャル・たづたづし（1992年） - 社員
  - 松本清張スペシャル・山峡の湯村（1992年） - リック京丸
  - わが町 第1作「警察爆破を狙う逆恨みの女の狂気と執念」（1992年） - 巡査
  - 地方記者・立花陽介
    - 第4作「青梅奥多摩通信局」（1994年） - 借金取り
    - 第13作「日光今市通信局」（1999年） - ホテル従業員
    - 第15作「能登輪島通信局」（2000年） - 藤村浩史

  - ラブレター（1995年）
  - 六月の花嫁シリーズ / 「仮想結婚」（1995年）
  - 刑事・鬼貫八郎 第11作「積木の塔」（2000年） - 久本刑事
  - 指名手配 第4作「山形の銀山温泉－富士の樹海予告殺人の裏に復讐の鬼になった男女の愛」（2001年） - 刑事
- 水曜グランドロマン / 男の事情シリーズ1「旅の終りに」（1989年）
- はだかの刑事 第24話「盗聴・脅迫者の影」（1993年）

#### TBS
- 噂の刑事トミーとマツ 第2シリーズ 第12話「トミーの月光仮面、 恐怖の大爆走!」（1982年）
- 積木くずし 〜親と子の200日戦争〜 第1・3話（1983年） - 暴走族
- 花王 愛の劇場 / 忘却の愛（1985年）
- ドラマシティー'92 / 復讐の配当（1992年） - 取材記者
- 月曜ドラマスペシャル→月曜ミステリー劇場
  - バスガイド愛子 第1作「これが最後の恋」（1993年）
  - 湯けむり仲居純情日記 第5作（1995年）
  - 名探偵・金田一耕助シリーズ 第24作「幽霊座」（1997年） - 警官
  - プロデューサー麻生一平の事件ファイル（1998年）
  - 弁護士高見沢響子
    - 第2作「何度でもあの男を殺します! 犯行理由を黙秘し続ける女と絶望の家族を響子は救えるのか?」（1999年） - 区役所職員
    - 第3作「息子をリンチ殺害された母が報復殺人に走った! 計画殺人と疑われる彼女を響子は法廷で守る事ができるのか?」（2000年） - 刑事

  - 会計士探偵 上条麗子の事件推理 第1作「死を呼ぶ離婚慰謝料!」（2001年） - 加藤刑事

#### フジテレビ
- 男と女のミステリー→金曜ドラマシアター→金曜エンタテインメント
  - おふくろシリーズ 第5作「おふくろに脱帽!!」（1989年）
  - 東京ステーションホテル25時（1991年）
  - 平成の女相場師（1992年）
  - 実録犯罪史シリーズ / 「浅虫温泉放火事件 お母さんは犯人じゃない」（1993年）
  - 平成の女教祖（1994年）
  - 北斗星1号DXロイヤルの殺意
  - おばさんデカ 桜乙女の事件帖 第3作「本年最後の迷捜査 密室殺人に残った卵料理の謎 熟女の直感今夜見せます」（1995年） - 第6作「有名シェフに忍び寄る悪女の甘いワナ…女はへそくりをどこに隠すのか?」（1998年） - 秋山文雄
  - 片岡鶴太郎の金田一耕助シリーズ 第7作「女怪」（1996年） - てっちゃん
  - 美人記者香坂冬子の名推理（1997年） - 講演会場のスタッフ
- あいつがトラブル（1989年 - 1990年） - 南武
- 世にも奇妙な物語 / 「無人艦隊」（1991年）
- 彼（1997年）
- シングルス 第10話「これがわたしの生きる道!」（1997年）
- 風の行方（1999年）

#### テレビ朝日
- 西部警察 (PART1) 第70話「チンピラ・ブルース」（1981年）
- 私鉄沿線97分署
  - 第9話「あなたにもクリスマス」（1984年）
  - 第58話「ピンチ! 検視官にギ・ワ・ク!?」（1986年）
- さすらい刑事旅情編
  - I 第3話「函館本線小樽の女」（1988年）
  - IV 第7話「伊豆、三泊四日不倫旅行・同窓生の殺意」（1991年）
- 火曜スーパーワイド→火曜ミステリー劇場
  - 市原悦子の七つの顔の女 第1作「ある時は弁当屋のおばさん、またある時は怪盗金庫破り!」（1989年） - 交番巡査
  - 独身キャリアウーマンの甘い夢（1991年）
  - 看護婦長推理カルテ 温泉病院怪奇連続殺人事件（1991年）
  - なんでも屋探偵帳 第3作「花嫁の父の変死 披露宴が一転して社葬へ」（1991年）
- ゴリラ・警視庁捜査第8班 第27話「瀬戸内冒険団」（1989年）
- はぐれ刑事純情派
  - 第5シリーズ 第11話「殺意の女子社員寮・セクハラで辞めた男」（1992年）
  - 第11シリーズ 第4話「強請られた人妻! 夫婦別姓の謎」（1998年）
  - 第13シリーズ 第1話「長崎平戸、オランダ橋の女! 夫を尾行する妻の秘密…迷走する家族!?」（2000年）
- 土曜ワイド劇場
  - 家政婦は見た!
    - 第11作「命を張った好奇心 秋子が惚れた極道の危険な秘密」（1992年）
    - 第16作「名門ファッションデザイナー家族の乱れた秘密 ブランド相続を狙う女たちの華やかな争い」（1997年）

  - 松本清張スペシャル・鉢植を買う女（1993年）
  - なんでも屋探偵帳
    - 第4作「血ぬられた死亡診断書が明かす遺産相続の秘密」（1994年）
    - 第6作「潜入! 旅一座 化粧の下に潜む血塗られた怨み節」（1997年） - 旅一座「市村座」裏方

  - 冬の旅情サスペンス 北都殺人紀行（1995年）
  - 死刑囚 永山則夫と母（1998年） - 加藤秀人
  - 車椅子の弁護士・水島威 第5作「狙われた美人マラソンランナー おんな検事の極秘調査は盗聴されていた!」（1998年） - 森谷
  - エステサロン白い肌殺人事件 第2作「火の国熊本・天草取材旅行に死の予感・草の女王の座を狙い最後に笑う真犯人」（1998年） - 細川刑事
  - 女探偵・朝岡彩子（1999年）
  - 少年被疑者（2002年）
- サントリーミステリースペシャル / あなたに10億円さしあげます!（1996年）
- 木曜ドラマ / 家政婦は見た! 第2話「秋子が万引き! コンビニ家族の秘密」（1997年） - 中島道彦
- 救急戦隊ゴーゴーファイブ 第5話「ヒーローになる時」（1999年） - 猪俣信也

#### テレビ東京
- 隠密・奥の細道 第22話「野望に泣いた女恋唄」（1989年）
- 月曜・女のサスペンス
  - ハイウェイバス殺人事件（1991年）
  - 女流作家傑作ミステリー「忍びよる殺意」（1992年）
- 市原悦子ドラマスペシャル
  - 「夫婦の見積り」（1996年）
  - 「私は女引越し屋・2」（1998年）
- 女と愛とミステリー
  - 北アルプス山岳救助隊・紫門一鬼 第1作「北アルプス穂高連峰殺人事件」（2001年） - 久野
  - 夏樹静子サスペンスシリーズ 第2作「最後に愛をみたのは」（2001年） - 鷲津昭夫
  - 篝警部補の事件簿 第1作「富士六湖殺人水脈」（2003年） - 電鉄の社員

#### BSハイビジョン
- 衛星ドラマ劇場 / 新・南部大吉交番日記（1999年）
- 菜の花の沖（2000年） - 彦助

### 映画
- セミドキュメント 暴行魔汚す（1983年）
- 便利屋K子（1984年） - サブ

### オリジナルビデオ
- ウルトラセブン1999最終章6部作 第1話「栄光と伝説」（1999年） - 宇宙船乗組員

### その他
- 夢野久作「卵」 - 朗読